# チェッサニーティ
チェッサニーティ（イタリア語: Acquaro）は、イタリア共和国カラブリア州ヴィボ・ヴァレンツィア県にある、人口約3,200人の基礎自治体（コムーネ）。

## 地理

### 位置・広がり

#### 隣接コムーネ
隣接するコムーネは以下の通り。
- ブリアーティコ
- フィランダーリ
- ヴィーボ・ヴァレンツィア
- ズングリ

## 行政

### 分離集落
チェッサニーティには、以下の分離集落（フラツィオーネ）がある。
- Favelloni, Mantineo, Pannaconi, Piana Pugliese, San Cono, San Marco